# Thalictrum diffusiflorum
Thalictrum diffusiflorum är en ranunkelväxtart som beskrevs av Cecil Victor Boley Marquand och Airy Shaw. Thalictrum diffusiflorum ingår i släktet rutor, och familjen ranunkelväxter. Inga underarter finns listade i Catalogue of Life.